# Christian Müller (Politiker, 1900)
Christian Müller (* 12. August 1900 in Langenau bei Tettau; † 20. Januar 1963 in Tettau) war ein deutscher Politiker (SPD).

## Leben
Müller begann bereits im Alter von vierzehn Jahren seine Lehre in der Glasfabrik in Alexanderhütte, ehe er im Ersten Weltkrieg als Soldat eingesetzt wurde. Nach Ende des Kriegs kehrte er in die Glaswerke zurück, in denen er bis 1933 tätig war. Bereits 1919 trat er der SPD bei, für die er als politischer Redner aktiv war. 1932 wurde er Arbeitersekretär für den Landkreis Kronach, doch wurde er ein Jahr später im Rahmen der Machtergreifung durch die Nationalsozialisten für acht Wochen in Schutzhaft genommen. Zum 1. Mai 1937 trat er der NSDAP bei (Mitgliedsnummer 3.994.328). Im Zweiten Weltkrieg war er erneut als Soldat aktiv, doch stand er dabei unter Wehraufsicht, da er als „politisch unzuverlässig“ angesehen wurde. Nach Ende des Kriegs kehrte er in seine Heimat zurück, wo er wieder der SPD sowie den Gewerkschaften dienen konnte. 1946 wurde er zum Bürgermeister seiner Heimatgemeinde Tettau gewählt. Er gehörte außerdem dem Kreistag an, in dem er der Fraktion der SPD vorsaß. Bei der Landtagswahl 1950 wurde er im Stimmkreis Kronach direkt in den Bayerischen Landtag gewählt, bei späteren Wahlen gewann er ein Mandat über die Wahlkreisliste. Dem Landtag gehörte er bis zu seinem Tode an, sein Nachrücker war Andreas Stenglein. 
Der Bayerische Verdienstorden wurde ihm am 23. Juni 1962 verliehen.